# إنريكي فيرا
إنريكي دانييل فيرا توريس (بالإسبانية: Enrique Daniel Vera Torres) (مواليد 10 مارس 1979 في أسونسيون) لاعب كرة قدم باراغواياني يلعب حاليا لصالح نادي أطلس المكسيكي .

## روابط خارجية
- إنريكي فيرا على موقع الاتحاد الدولي (مؤرشف)  (الإنجليزية)
- إنريكي فيرا على موقع إي إس بي إن إف سي (الإنجليزية)
- إنريكي فيرا على موقع قاعدة بيانات كرة القدم.إي يو (الإنجليزية)
- إنريكي فيرا على موقع ناشيونال فوتبول تيمز (الإنجليزية)
- إنريكي فيرا على موقع Soccerway.com (الإنجليزية)
- إنريكي فيرا على موقع كووورة